# María de Blois-Châtillon
María de Blois (1345- 12 de noviembre de 1404) era hija de Carlos de Blois, duque de Bretaña, y de Juana de Penthièvre. A través de su matrimonio con el duque Luis I de Anjou, se convirtió en duquesa consorte de Anjou, condesa consorte de Maine, duquesa consorte de Turena, reina consorte de Nápoles y de Jerusalén, y condesa de Provenza.

## Biografía
María se casó con Luis de Anjou, hijo de Juan II de Francia, el 9 de julio de 1360. A lo largo de su matrimonio, sus títulos oficiales aumentaron, aunque nunca gobernaría en realidad el reino de Nápoles. Después de la muerte de su esposo en 1384, la mayoría de los pueblos de la Provenza se rebelaron contra su hijo, Luis II. María empeñó sus objetos de valor y levantó un ejército. Ella, su hijo y el ejército iban de pueblo en pueblo para ganar apoyo. En 1387, Luis II fue reconocido formalmente como el conde de Provenza.
A continuación, hizo un llamado a Carlos VI de Francia para apoyar a su hijo en la obtención de Nápoles. En 1390, Luis, apoyado por el Papa y los franceses zarpó hacia Nápoles. María negoció un matrimonio entre Luis y Yolanda de Aragón para evitar que los aragoneses lo obstruyesen. Finalmente, se casaron en 1400.
María era una administradora capaz y en su lecho de muerte, reveló a Luis que había salvado la cantidad de 200.000 escudos. Esto para asegurarse de que ella sería capaz de pagar su rescate en caso de que fuera capturado.

## Hijos
Con Luis I tuvo los siguientes hijos:
- María (1370 - después de 1383)
- Luis II de Anjou (1377 - 1417)
- Carlos (1380 - Angers, 1404), príncipe de Tarento, conde de Roucy, Étampes y Gien.

## Referencias

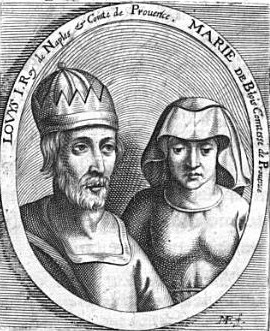
María de Blois y su esposo, Luis I de Anjou.